# As the World Turns
As the World Turns (ATWT) was de langstlopende Amerikaanse soapserie, in de VS uitgezonden op CBS, in Nederland door de zenders van RTL Nederland.
As the World Turns was buitengewoon populair in Nederland. Per dag keken er in totaal ongeveer 750.000 kijkers en hiermee moest de serie alleen de Nederlandse oersoap Goede tijden, slechte tijden (met elke avond ongeveer 1 miljoen kijkers) qua populariteit voor zich laten. Elke werkdag werd er in de late avond op RTL 8 een nieuwe aflevering uitgezonden, deze aflevering werd vervolgens zowel 's ochtends als in de late middag herhaald op RTL 4. De late middag was het best bekeken moment van de dag voor As the World Turns, met gemiddeld zo'n 300.000 tot 500.000 kijkers op dat tijdstip.

## Geschiedenis
ATWT begon op 2 april 1956 om half twee 's middags. Samen met The Edge of Night, dat op dezelfde dag begon met uitzenden, was het de eerste soap van een half uur; voorheen waren alle soaps vijftien minuten lang. Officieel is de allereerste soapserie The Guiding Light. Deze soap is in 1937 op de radio gestart en is in 1952 overgegaan naar tv. The Guiding Light, later alleen Guiding Light, werd voor het laatst uitgezonden in Amerika op 18 september 2009. Deze soap is echter nooit op de Nederlandse tv verschenen. De benaming soap heeft overigens niets te maken met de lengte of het onderwerp van de serie maar is te danken aan het feit dat de eerste soaps werden gesponsord door zeepfabrikanten.
ATWT begon als een zwart-witsoap; de overgang naar kleur kwam halverwege de jaren zestig, met de laatste zwart-witaflevering op 17 februari 1967. Vanaf 1 december 1975 duurde een ATWT-aflevering een uur (inclusief reclame). De 10.000e aflevering was op 12 mei 1995. In totaal zijn er al zo'n 14.000 afleveringen geweest.
Het enige personage dat vanaf het begin meespeelde, was Nancy Hughes, vertolkt door Helen Wagner (Wagner overleed op 1 mei 2010 op 91-jarige leeftijd). Bob Hughes, vertolkt door Don Hastings, speelde net als Lisa Grimaldi (Eileen Fulton) al sinds 1960 in de serie.
Op 22 november 1963 werd een uitzending onderbroken nadat bekend was geworden dat president John F. Kennedy was neergeschoten.
Sinds de oprichting van RTL 4 in 1990 was ATWT daar te zien. Vanaf 20 augustus 2007 werden nieuwe afleveringen uitgezonden op RTL 8. De volgende dag waren er 's ochtends en om 17.00 uur herhalingen te zien op RTL 4. De uitzendingen in Nederland liepen ongeveer anderhalf jaar achter op de Amerikaanse uitzendingen. Dit werd in de loop der tijd iets minder, doordat ATWT in Amerika vaak niet te zien was op feestdagen en met grote sportevenementen.

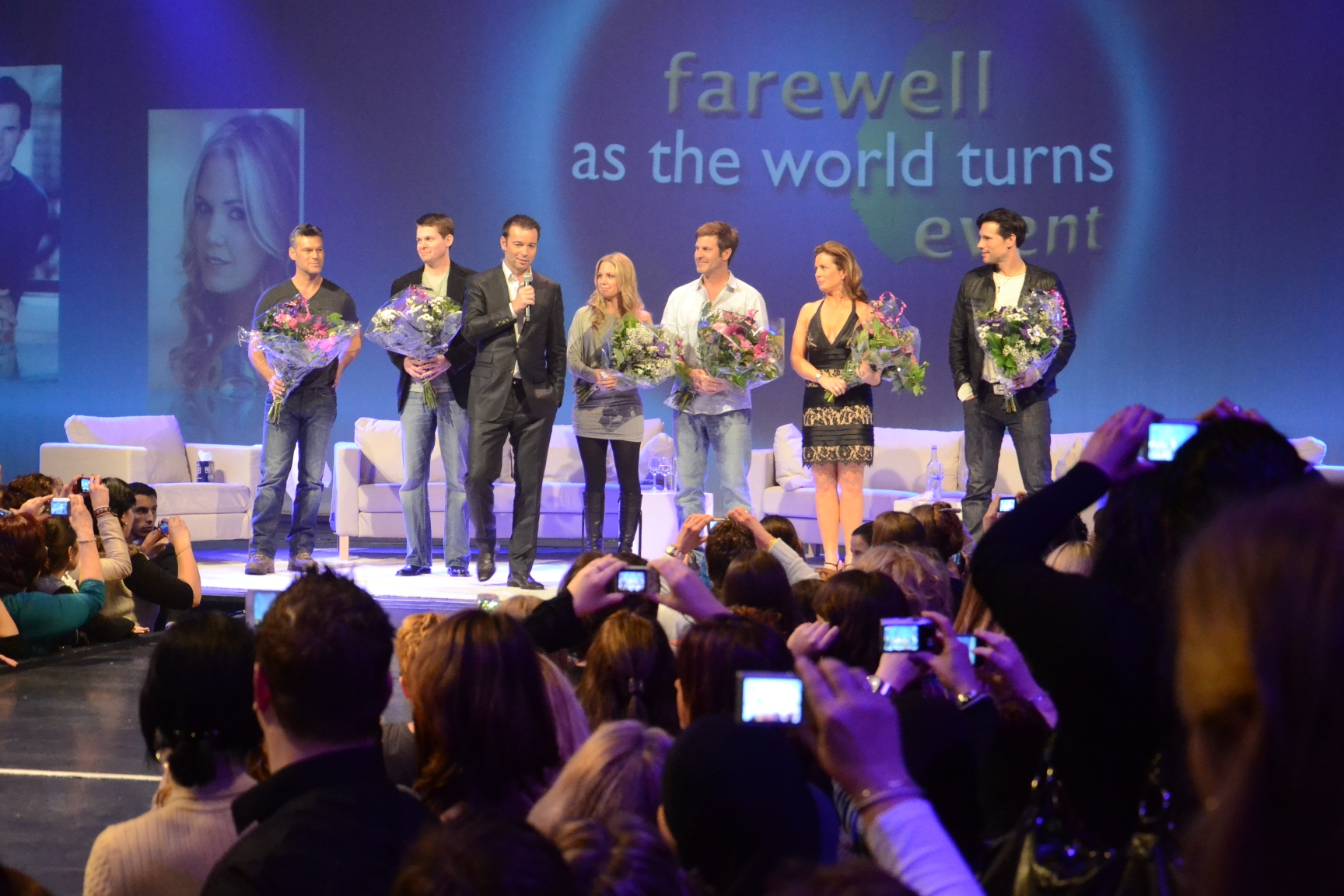
Bloemen voor de acteurs aan het eind van het afscheidsfeestje.

Op 8 december 2009 werd bekend dat CBS per september 2010 de stekker uit ATWT gaat trekken, wegens teruglopende kijkcijfers en advertentie-inkomsten.
Op 22 februari 2012 zond RTL 4 As the World Turns voor de allerlaatste keer uit. In het weekend ervoor waren er in "Studio 21" in Hilversum een zestal bijeenkomsten waarin naar de laatste twee afleveringen werd gekeken en aantal acteurs aanwezig waren.

## Kenmerken
As the World Turns is de creatie van Irna Phillips, sinds de jaren dertig een van de voornaamste bedenksters en schrijfsters van radiosoaps. Als schrijver vond Phillips karakterontwikkeling en psychologisch realisme belangrijker dan melodrama, en haar eerdere creaties (waaronder The Guiding Light) waren vooral opvallend vanwege het plaatsen van vakmensen - doktoren, advocaten en geestelijken - in het middelpunt van de verhaallijnen.
Zo was het ook met ATWT, met langdurende psychologische karakterstudies van families met advocaten en doktoren aan het hoofd. De persoonlijke situaties en carrières van doktoren en advocaten zouden door de jaren heen centraal blijven staan in ATWT, en zouden uiteindelijk standaard worden in alle soapseries. Waar de radiosoaps van 15 minuten vaak draaiden om één centraal, heroïsch personage (bijvoorbeeld Dr. Jim Brent in Phillips' Road of Life) had Phillips met 30 minuten ATWT de mogelijkheid om meerdere vakmensen te introduceren binnen het raamwerk van een familie.
Een van Phillips' innovaties was de introductie van een soort van Grieks koor aan de verhalen. Het hoofddoel van personages als Nancy Hughes (gespeeld door Helen Wagner) was commentaar geven op de getoonde crises en beslissingen gemaakt door dynamischer inwoners van de stad. Deze techniek droeg bij aan de populariteit van de show en wordt nog steeds veel gebruikt in andere soaps.
Phillips' stijl bevoordeelde geleidelijke evolutie boven radicale veranderingen. Langzaam, met veel gesprekken en emotioneel intens, bewoog de serie met de snelheid van het leven zelf - en soms nog langzamer. Elk nieuw personage kwam geleidelijk in de serie en was gewoonlijk een bekende van de familie Hughes. Als gevolg kreeg de soap de reputatie conservatief te zijn (hoewel de soap het eerste homoseksuele personage in een Amerikaanse soap kreeg, in 1988).
Gedurende de eerste decennia kan het inhoud-gerelateerde beleid van de sponsor Procter & Gamble Productions bijgedragen hebben aan het gevoel van conservatisme. De zeepfabrikant greep in bij verhaallijnen waarin overspel en ander immoreel gedrag ongestraft bleef, en tot het eind van de jaren tachtig was het personages uit de belangrijke families niet toegestaan om abortus te plegen.

## Verhaallijnen
In soaps draait alles natuurlijk om de verhaallijnen van de personages. In de ruim 50 jaar dat ATWT nu bestaat, zijn er al honderden voorbij gekomen. Met de jaren mee zijn de verhaallijnen groter en spannender geworden. Soms worden er onverwachts andere personen bij betrokken en soms worden verhaallijnen na jaren weer opgepakt.
Om een voorbeeld te geven van hoelang een verhaallijn uiteindelijk kan lopen: begin 1997 kwam Carly Tenney naar Oakdale en ontmoette voor het eerst haar zus Rosanna Cabot. Dit was het begin van een verhaallijn die duurde tot in december 1998.
As the World Turns komt de laatste 10 jaar met enorme verhaallijnen aan die stuk voor stuk in de smaak vallen bij het publiek. De originaliteit en de goed bedachte en doordachte verhalen zijn al regelmatig genomineerd. Per jaar zijn er in ATWT ongeveer 3 tot 4 grote verhaallijnen, die vaak weer in elkaar overlopen, en verder nog kleinere om de soap op te vullen.
De personages, die het vooral van dramatische en grote verhaallijnen moeten hebben, waren in het begin Nancy Hughes, Bob Hughes, Kim Hughes en Lisa Grimaldi. De volgende generatie was Barbara Ryan, James Stenbeck, Hal Munson, Tom Hughes, Margo Hughes, Lily Snyder, Holden Snyder en Dusty Donovan. Daarop volgen Paul Ryan, Emily Stewart, Rosanna Cabot, Carly Tenney, Jack Snyder en Craig Montgomery.
In latere jaren stonden vooral Mike Kasnoff, Katie Peretti en Luke Snyder, Noah Mayer, Casey Hughes, Will Munson, Gwen Norbeck, Maddie Coleman en Jade Taylor centraal. Door de plotselinge komst van vele tieners, verdwenen de oudere personages naar de achtergrond, tot verontwaardiging van het publiek. Zo snel als tieners Oakdale over leken te hebben genomen, zo snel waren ze ook weer weg. In 2007 vertrokken drie tieners, in 2008 de laatste twee. Later in 2008 leken de vetes weer wat naar de voorgrond te komen, maar ze waren weer net zo snel weg toen nieuwkomer Liberty Ciccone en tiener Parker Snyder de soap domineerden. Drie tot vier afleveringen per week waren zij vier maanden lang achter elkaar te zien.
Later volgde er een controversiële verhaallijn rondom de verkrachting van Maddie Coleman. Nadat haar zus Eve en zwager Louis in Oakdale kwamen wonen, werden er een aantal bloedige moorden gepleegd. In eerste instantie was Maddie verdacht, maar de werkelijke dader was Eve. Die kon het niet verdragen dat Maddie haar man versierde, terwijl in werkelijkheid hij degene geweest is die Maddie verkracht had. Sommige scènes waren zo schokkend dat (voor het eerst in een soap) ze werden verwijderd.

## Boek
Er is ook een boek over As the World Turns: Oakdale Confidential. Een nieuwe versie, Oakdale Confidential, Secrets Revealed, bevat 16 pagina's met foto's en een nieuw hoofdstuk. De dingen die in het boek staan zijn ook te zien in de televisieserie. Een tweede boek kwam later uit, zogenaamd geschreven door Henry Coleman. Dit boek heet The Man from Oakdale.

## Rolbezetting

### Laatste rolbezetting

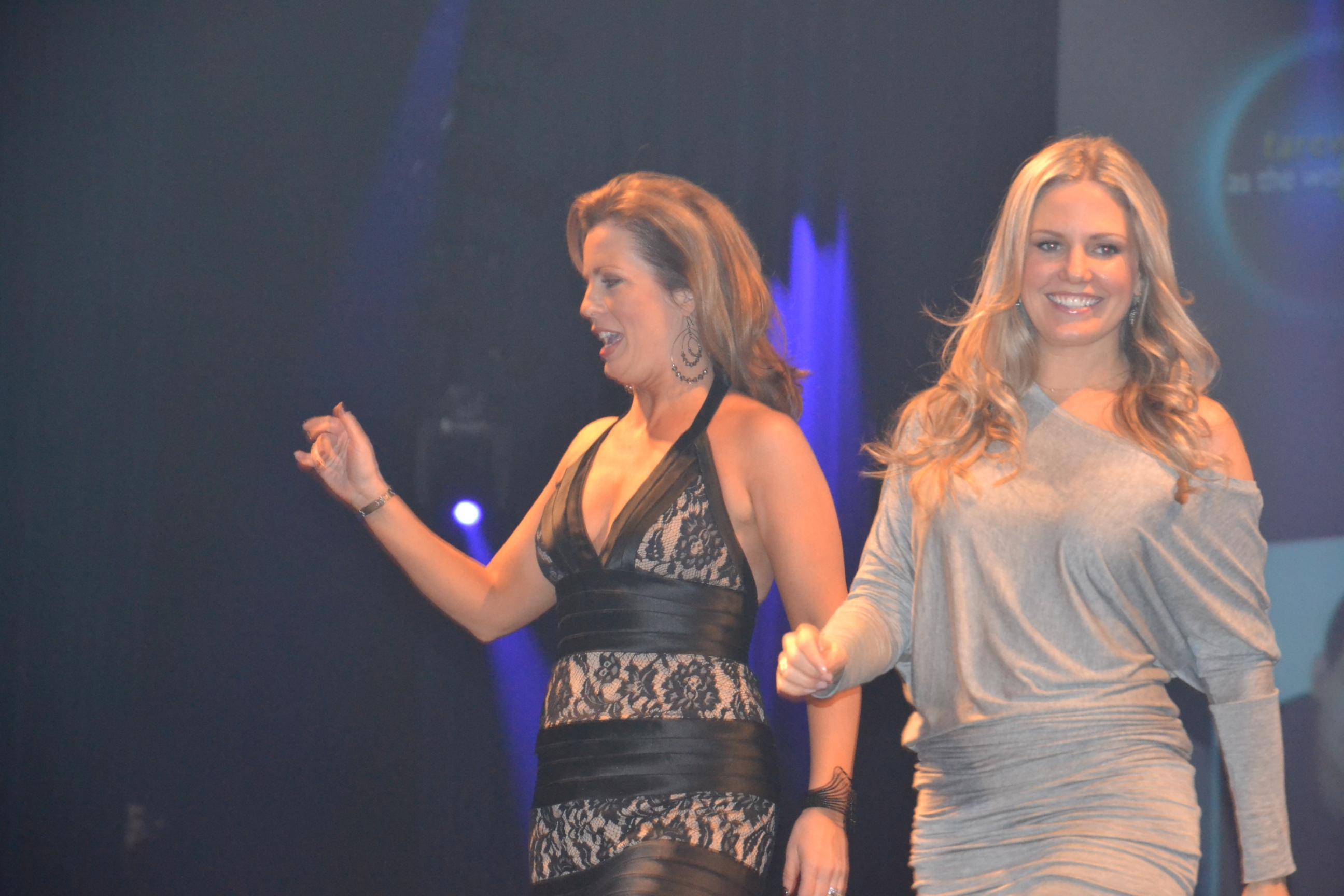
Afscheidsevenement in Hilversum (Studio 21) van ATWT, Katie en de "echte" Lily Martha Byrne

Dit is de laatste rolbezetting in Nederland.
| Acteur                  | Rol                             | Status De data gelden voor Amerika. |
| ----------------------- | ------------------------------- | ----------------------------------- |
| Helen Wagner            | Nancy Hughes McCloskey          | 1956–2010                           |
| Eileen Fulton           | Lisa Miller Grimaldi            | 1960–1964, 1966–1983, 1984–2010     |
| Don Hastings            | Bob Hughes (nr. 3)              | 1960–2010                           |
| Kathryn Hays            | Kim Sullivan Hughes             | 1972–1975, 1976–2010                |
| Colleen Zenk            | Barbara Ryan (nr. 4)            | 1978–2010                           |
| Elizabeth Hubbard       | Lucinda Walsh                   | 1984–1999, 1999–2010                |
| Jon Hensley             | Holden Snyder                   | 1985–1989, 1989–1995, 1997–2010     |
| Scott Holmes            | Tom Hughes (nr. 13)             | 1987–2010                           |
| Ellen Dolan             | Margo Montgomery Hughes (nr. 3) | 1989–1993, 1994–2010                |
| Kelley Menighan Hensley | Emily Stewart (nr. 7)           | 1992–2010                           |
| Maura West              | Carly Tenney                    | 1995–1996, 1997–2010                |
| Michael Park            | Jack Snyder                     | 1997–2010                           |
| Terri Conn              | Katie Peretti Snyder (nr. 2)    | 1998–2010                           |
| Trent Dawson            | Henry Coleman                   | 1999–2010                           |
| Roger Howarth           | Paul Ryan Stenbeck (nr. 8)      | 2003–2010                           |
| Grayson McCouch         | Dusty Donovan (nr. 2)           | 2003-2008, 2008–2010                |
| Van Hansis              | Luke Snyder (nr. 4)             | 2005–2010                           |
| Marie Wilson            | Meg Snyder Donovan (nr. 2)      | 2005–2010                           |
| Marnie Schulenburg      | Alison Stewart (nr. 4)          | 2007–2010                           |
| Noelle Beck             | Lily Walsh Snyder (nr. 4)       | 2008–2010                           |
| Jon Lindstrom           | Craig Montgomery                | 2008-2010                           |
| Billy Magnussen         | Casey Hughes (nr. 6)            | 2008–2010                           |
| Daniel Cosgrove         | Dr. Chris Hughes (nr. 8)        | 2010                                |

### Terugkerende rolbezetting
| Acteur               | Rol                     | Status                           |
| -------------------- | ----------------------- | -------------------------------- |
| Valentina de Angelis | Faith Snyder            | 2010                             |
| Larry Bryggman       | John Dixon              | 1969–2004, 2010                  |
| Ewa Da Cruz          | Vienna Hyatt            | 2006–2010                        |
| Allie Gorenc         | Sage Snyder             | 2006–2010                        |
| Bailey Harkins       | Johnny Montgomery       | 2008–2010                        |
| Mick Hazen           | Parker Snyder           | 2006–2010                        |
| Lesli Kay            | Molly Conlan            | 1997–2004, 2009–2010             |
| Jennifer Landon      | Gwen Norbeck Munson     | 2005–2008, 2010                  |
| Ben Levin            | Gabriel Caras           | 2010                             |
| Marie Masters        | Dr. Susan Burke Stewart | 1968–1979, 1986–2010             |
| Cady McClain         | Rosanna Cabot           | 2002–2005, 2007–2008, 2009, 2010 |
| Isabella Palmieri    | Natalie Snyder          | 2009–2010                        |
| Julie Pinson         | Janet Ciccone           | 2008–2010                        |
| Vanessa Ray          | Teri Ciccone            | 2009–2010                        |
| Eric Sheffer Stevens | Dr. Reid Oliver         | 2010                             |
| Jake Silbermann      | Noah Mayer              | 2007–2010                        |
| Jesse Lee Soffer     | Will Munson             | 2004–2008, 2010                  |
| Kathleen Widdoes     | Emma Snyder             | 1985–2010                        |
| Sarah Wilson         | Liberty Ciccone         | 2010                             |

### Bekende sterren
Veel bekende acteurs en actrices zijn begonnen in As the World Turns, onder wie:
- Martin Sheen (Jack Davis)
- Meg Ryan (Betsy Stewart Andropoulos)
- Marisa Tomei (Marcy Thompson)
- Courteney Cox (Bunny)
- William Fichtner (Josh Stricklyn-Snyder)
- Julianne Moore (Frannie Hughes/Sabrina Hughes)
- Ming-Na (als Ming-Na Wen) (Lien Hughes)
- Lauryn Hill (Kira Johnson)
- Jason Biggs (Pete Wendall)
- Kerr Smith (Teddy Ellison/Ryder Hughes)
- Kristanna Loken (Danielle Andropoulos)
- James Van Der Beek (Stephen Anderson)
- Jordana Brewster (Nikki Munson)
- Karina Arroyave (Bianca Marquez)
- Tamara Tunie (Jessica Griffin)
- Chris Beetem (Jordan Sinclair)